# Postscheckamt Hannover

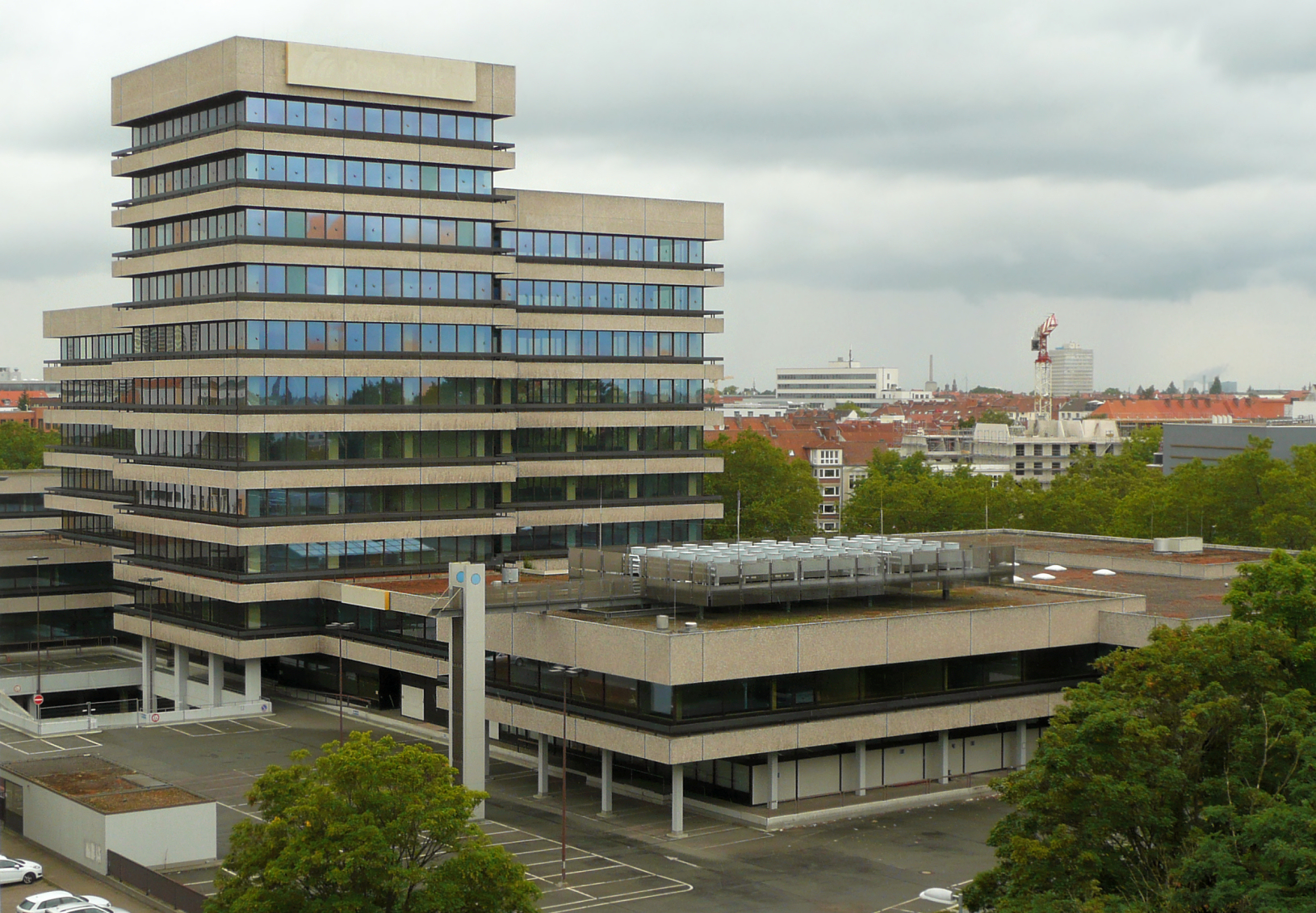
Postscheckamt Hannover, 2021

Das Postscheckamt Hannover war ein Bürogebäudekomplex in Hannover im Stadtteil Mitte. Er wurde Anfang der 1970er Jahre für das seit 1909 in Hannover bestehende Postscheckamt erbaut. Der Komplex auf einem rund 19.000 m² großen Grundstück entstand unter Leitung der Oberpostdirektion Hannover in Zusammenarbeit mit dem Büro Hentrich, Petschnigg und Partner. Nach dem Verkauf des Areals durch die Postbank erfolgte in den Jahren 2022 und 2023 der Abriss für die Errichtung eines neuen Quartiers mit Wohn-, Büro- und Geschäftsgebäuden.

## Geschichte
Mit der Einrichtung des Postscheckverkehrs am 1. Januar 1909 nahmen 13 Postscheckämter den Betrieb auf, darunter das Postscheckamt Hannover mit 70 Beschäftigten im Gebäude des Hauptpostamts am Ernst-August-Platz. Es war zuständig für die Bezirke der Oberpostdirektion Hannover, der Oberpostdirektion Braunschweig, der Oberpostdirektion Minden und der Oberpostdirektion Oldenburg. Ab 1925 hatte das Postscheckamt seinen Sitz in einem Gebäude am Raschplatz, das 1982 abgerissen wurde. Zwischen 1926 und 1935 führte das Postscheckamt die Maschinenbuchung ein. Durch den sprunghaft angestiegenen Postscheckdienst wurden 1951 in Braunschweig und 1954 in Bielefeld Außenzahlstellen eingerichtet. 1967 hatte das Postscheckamt rund 1800 Mitarbeiter und führte über 250.000 Konten.
Nach dem Zweiten Weltkrieg vereinbarte der hannoversche Stadtplaner Rudolf Hillebrecht 1949 mit der Deutschen Post, dass sie ein neues Postscheckamt am Aegidientorplatz erbaut. Als 1957 ein Architektenwettbewerb ausgeschrieben wurde, hatte der Postscheckverkehr so stark zugenommen, dass dieses Grundstück mit einem vierzehngeschossigen Hochhaus hätte bebaut werden müssen. Wegen der zu erwartenden Verkehrskonzentration am Rand der Innenstadt brachte Hillebrecht die Post dazu, das Postscheckamt an einer anderen Stelle nördlich des Bahnhofs zu errichten.

## Beschreibung

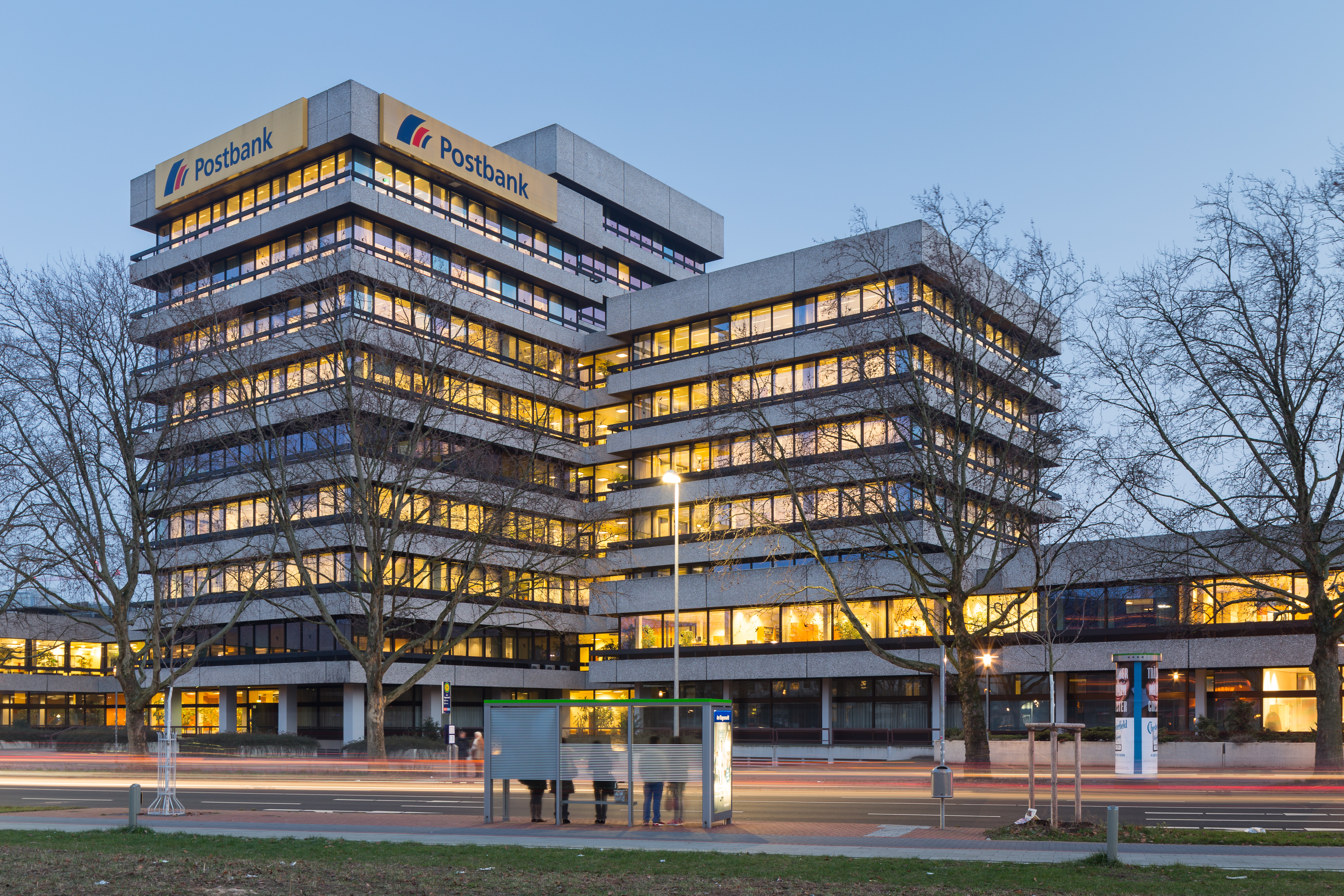
Hochhauskomplexe an der Celler Straße, 2015

Der 1972 bis 1973 errichtete Gebäudekomplex des Postscheckamtes liegt südlich der Celler Straße, östlich der Parkanlage des früheren St.-Nikolai-Friedhofs und westlich der Bahngleise des Hauptbahnhofs Hannover.
Der Baukomplex weist zwei Hochhauselemente mit bis zu 10 Stockwerken und weitere zwei- bis dreigeschossige Zwischentrakte sowie einen etwa sechsstöckigen Trakt auf. Die einzelnen Bauten bilden gestaffelte und ineinander geschobene Kuben unterschiedlicher Höhe. Für Gliederung sorgen die auf fast allen Etagen umlaufenden Balkone, die starke horizontale Kontraste setzen. Selbst im Erdgeschossbereich sind sie in abgewandelter Form größtenteils vorhanden. Die Fassade ist mit Waschbeton verkleidet und erweckt einen brutalistischen Eindruck. Die verspiegelten Glasscheiben sind mit goldbraun eloxierten Metallrahmen eingefasst. Auf dem Grundstück finden sich mehrere Elemente von Kunst am Bau, wie eine Kugelplastik zur Straßenseite und eine abstrakte Metallplastik im Springbrunnen des Innenhofs.

Gebäudedetails
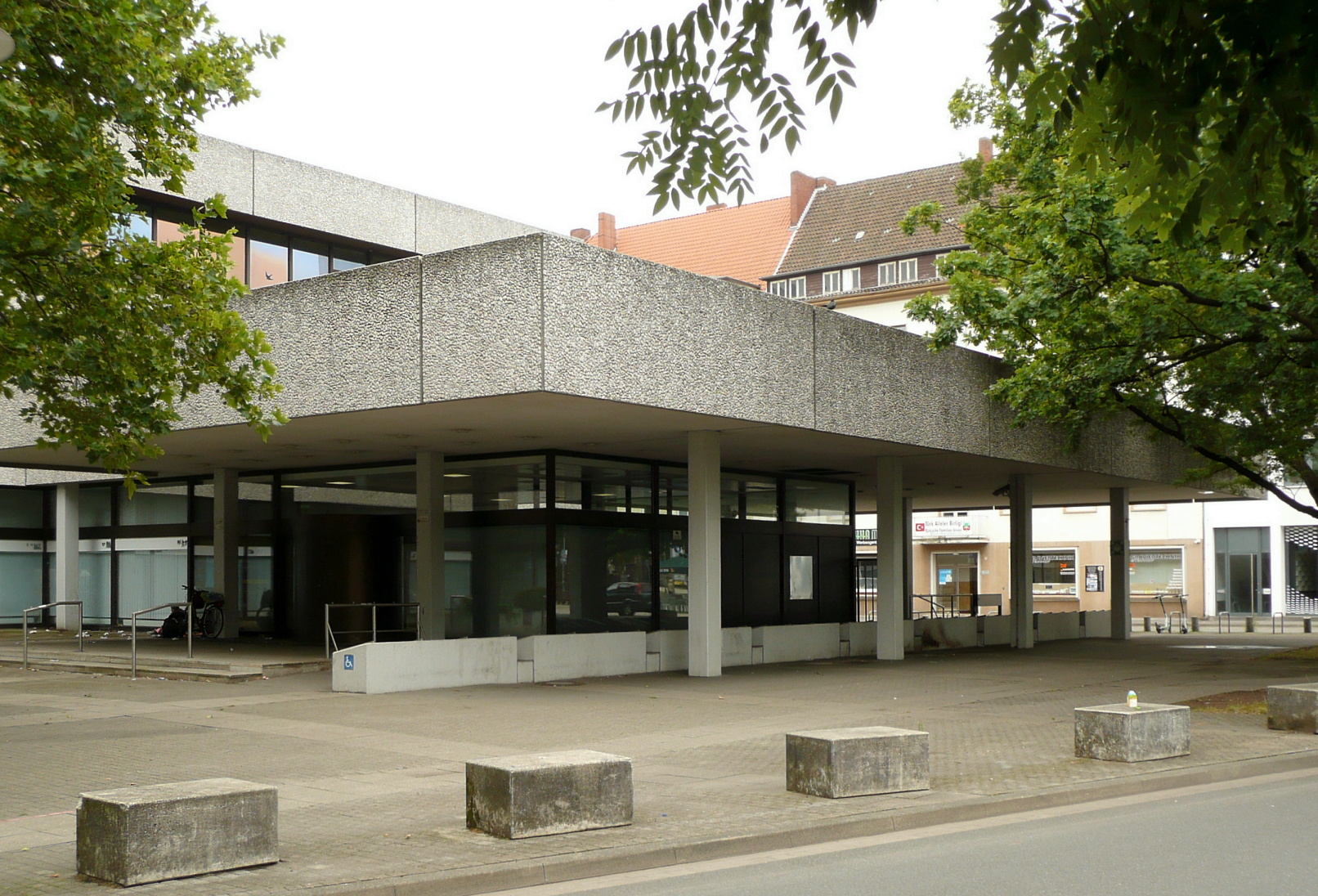
Vorbau mit Kundeneingang
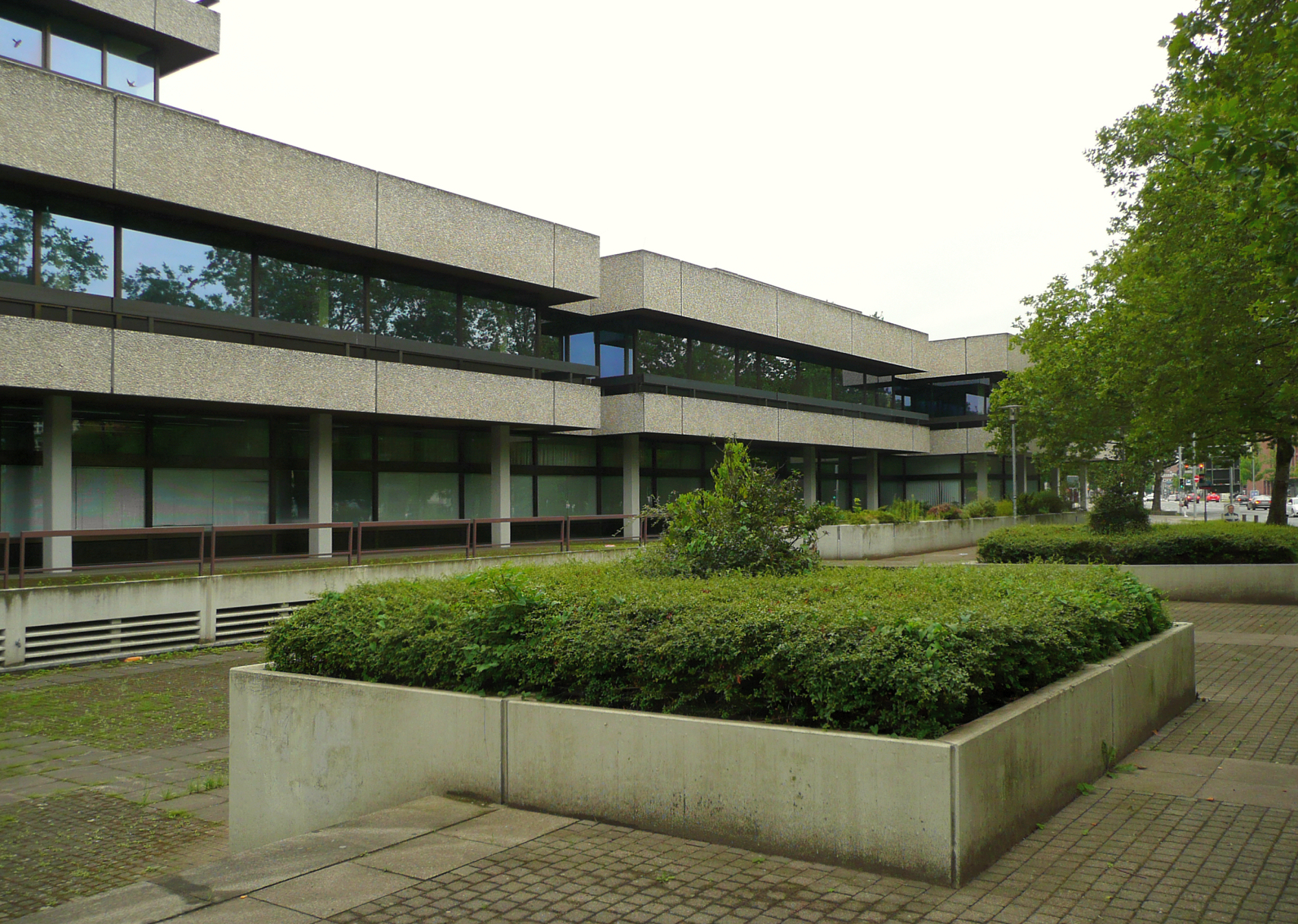
Fassade zur Celler Straße mit Begrünungskästen
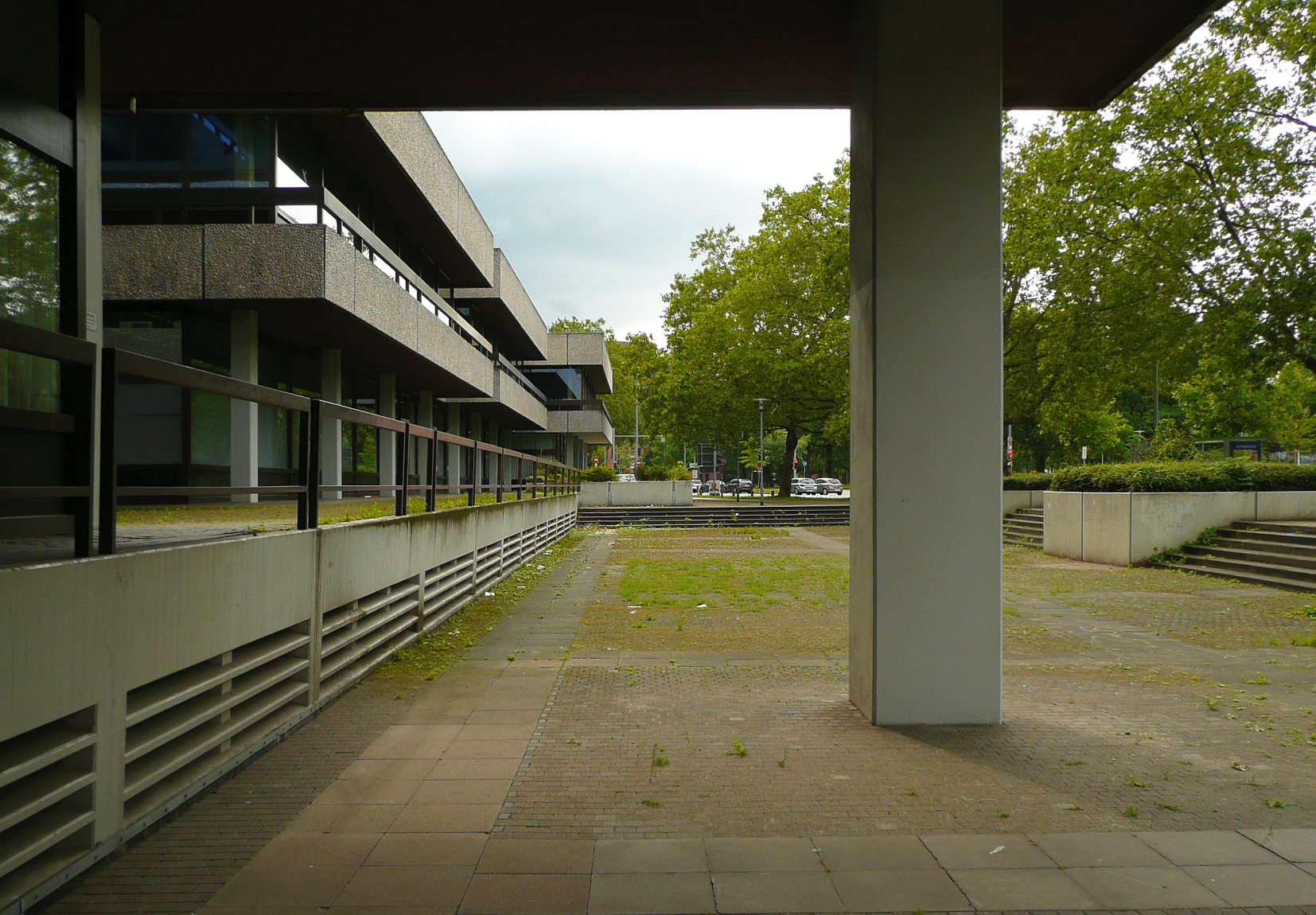
Abgetiefte Fläche
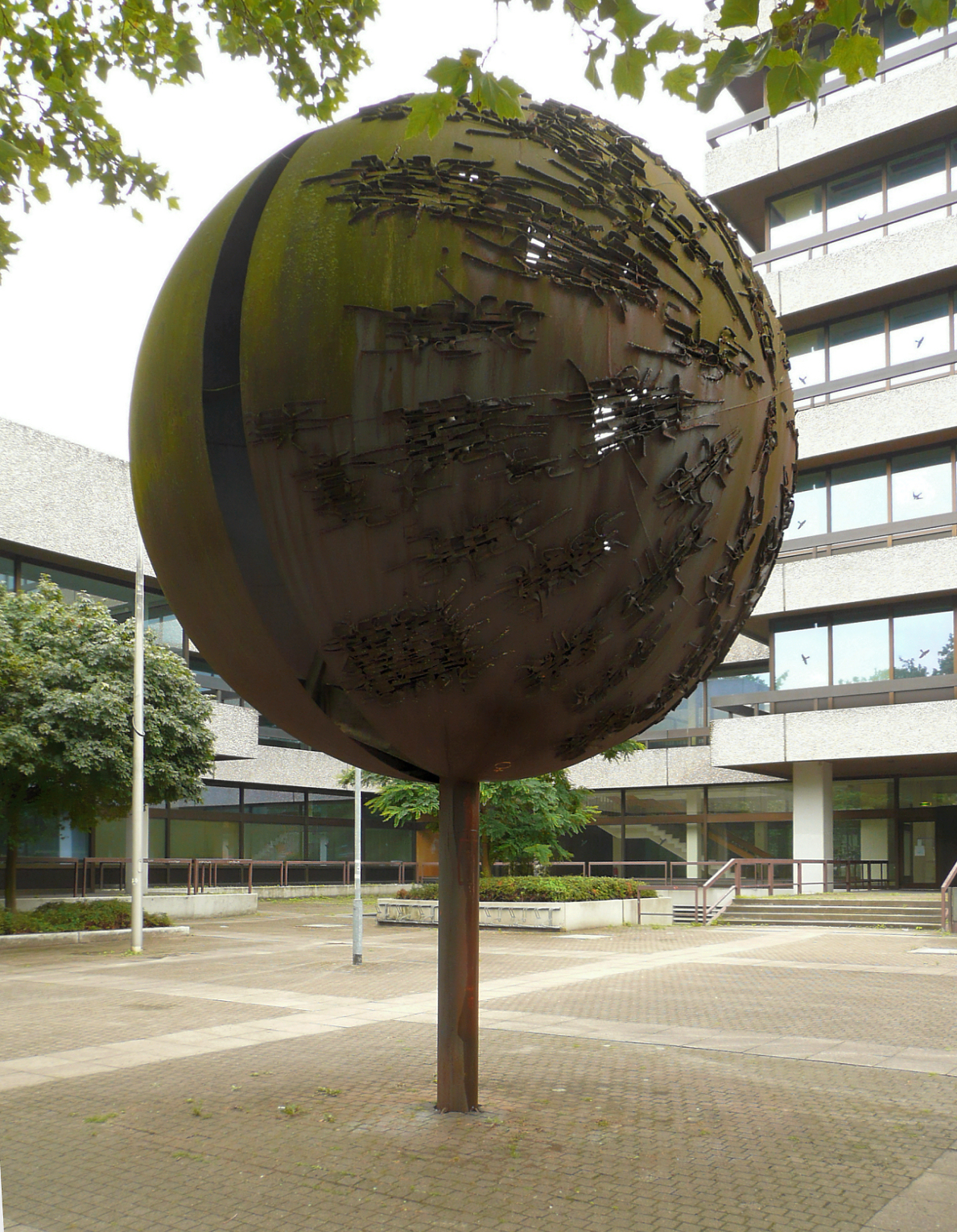
Kugelplastik Dicke Hannoveranerin (1973) von Friederich Werthmann an der Celler Straße

### Neubau und Abriss

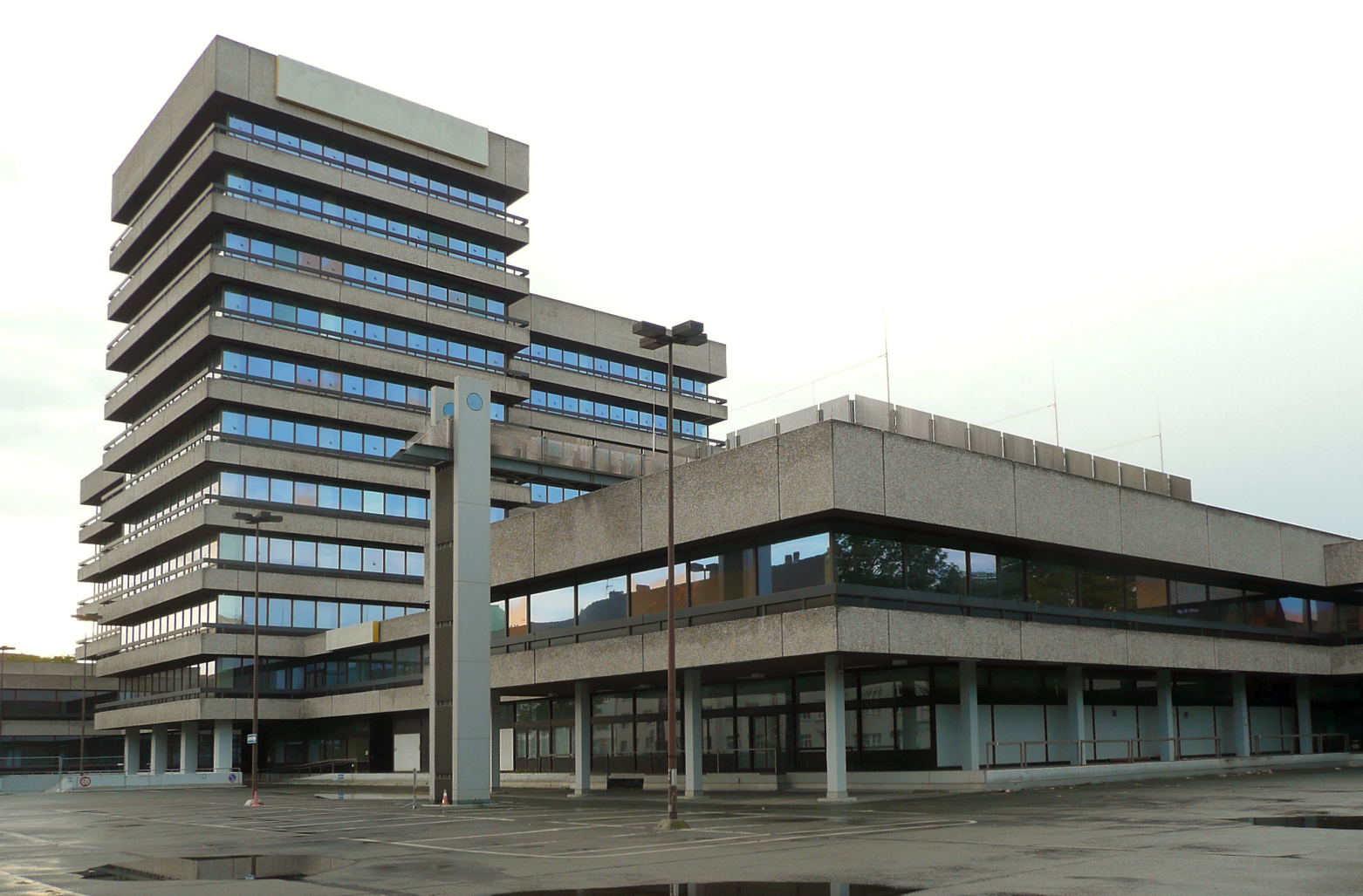
Die leerstehenden Gebäude, 2021

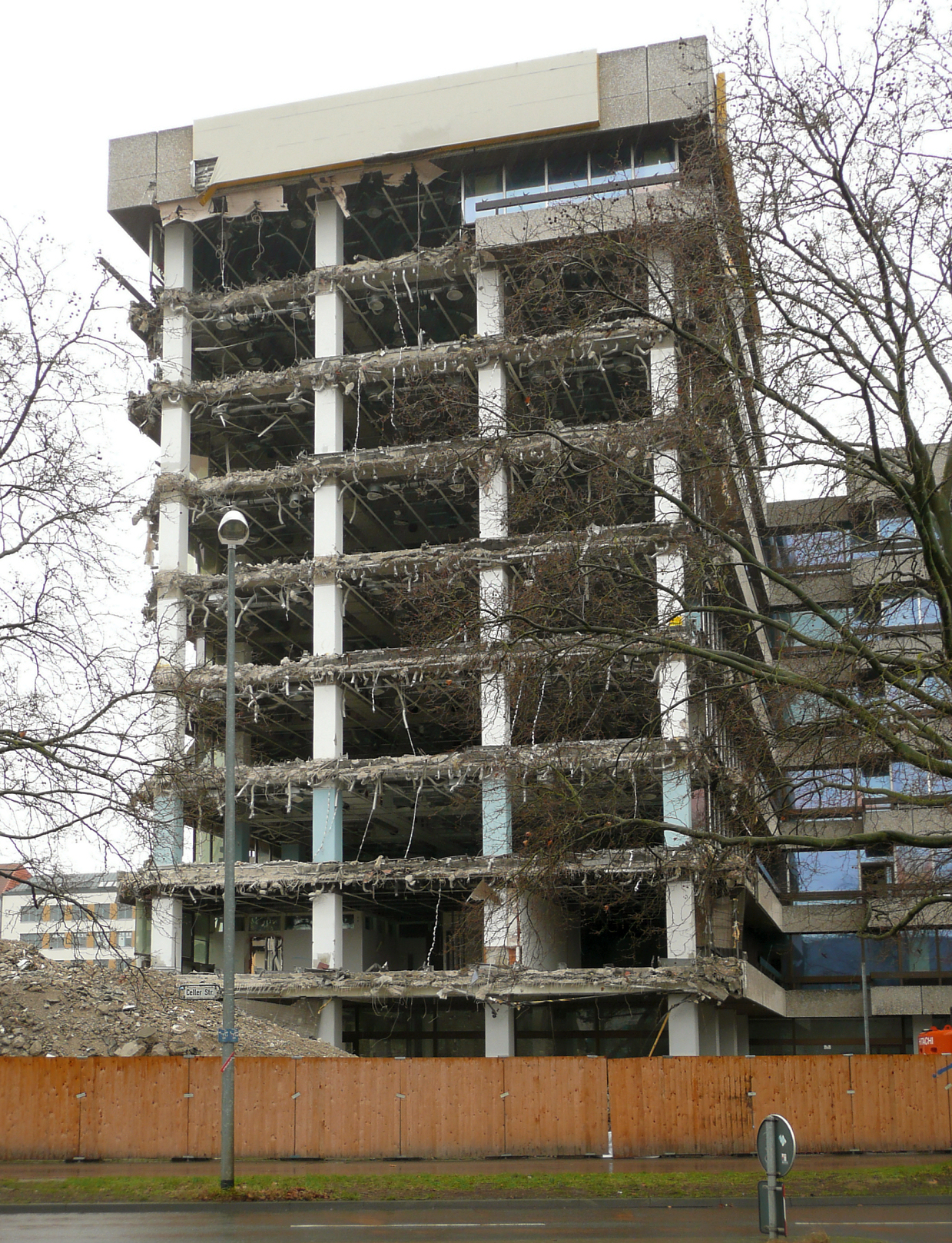
Abrissarbeiten, 2023

Nach dem Neubau des Postscheckamts in den Jahren 1972 und 1973 und seiner Eröffnung 1974 wurde der ursprüngliche Sitz am Raschplatz aufgegeben. 1984 wurde das Postscheckamt Hannover in Postgiroamt Hannover umbenannt. Mitte der 1990er Jahre wurde das Postscheckverfahren im Zuge der Postreform eingestellt, womit das Gebäude seine originäre Funktion endgültig verlor.
Bereits 2018 standen einige Teile des Baukomplexes leer. Da die Postbank das Grundstück offenbar aufgeben wollte, stellte die Stadt Hannover einen neuen Bebauungsplan auf, der Wohnungen, Büros, Geschäfte sowie soziale Einrichtungen ermöglichte. 2018 verkaufte die Postbank das Grundstück des früheren Postscheckamts an ein Konsortium, bestehend aus einer hannoverschen Unternehmensgruppe und dem Unternehmen Meravis Wohnungsbau und Immobilien. Das Konsortium beabsichtigt, nach dem Abriss der Bestandsbauten unter dem Begriff „Stadtquartier Goseriede“ für rund 200 Millionen Euro entsprechend dem Bebauungsplan Neubauten zu errichten, darunter etwa 300 Wohnungen. Zu den geplanten Bauten zählen unter anderem ein 64 Meter hohes und ein 40 Meter hohes Hochhaus. Das Areal gilt wegen seiner innerstädtischen Lage als „Filet“. Laut der Stadt Hannover ist es eine der bedeutendsten Entwicklungsflächen der 2020er Jahre und gehört zu den letzten großen Flächenreserven am Stadtzentrum. Bis zum Aufkommen der Neubaupläne 2018 wurden die Lage und der Entwicklungszustand des Viertels weniger günstig beurteilt, weil sich unter anderem bei dem Gebäudekomplex der örtliche Straßenstrich befindet.
2021 wurde das Gebäude ausgeräumt, nachdem es die zuletzt etwa 500 Mitarbeiter der Postbank und ihrer Tochterunternehmen verlassen hatten. Die Betriebsverlegung zum früheren Verwaltungszentrum der Bausparkasse BHW in Hameln, in der die Postbank ihren Sitz hat, führte zu Protestaktionen der Postbank-Mitarbeiter. Die Nachnutzung des Areals durch jeweils etwa 27.000 m² Wohn- und Gewerbefläche wurde durch die 2020 einsetzende COVID-19-Pandemie infrage gestellt. Der einsetzende Trend zum Homeoffice führte zu einer Planungsunsicherheit bei der Nachfrage von Büroflächen. 2021 stieß die Architektenkammer Niedersachsen eine Diskussion zum Wandel der Innenstädte an. In dem Zusammenhang wurde ein studentisches Projekt präsentiert, wie das ehemalige Postscheckamt substanzerhaltend weitergebaut werden könne. Hintergrund war die Frage, ob wegen der für den Bau aufgewendeten grauen Energie ein Umbau ökologischer als ein Abriss mit Neubau ist. Nach dem Abriss ist die Errichtung eines klimaneutralen Innenstadtquartiers unter der Bezeichnung „UrbanQ“ geplant. Der Abriss begann 2022 und war 2023 bei den oberirdischen Bauten vollendet. Bei Abrissarbeiten im Kellergeschoss kam es 2024 zu einem tödlichen Arbeitsunfall, als eine tonnenschwere Betonplatte aus der Decke auf einen Arbeiter fiel. Die Neubebauung soll 2031 abgeschlossen sein.

Architekturdetails
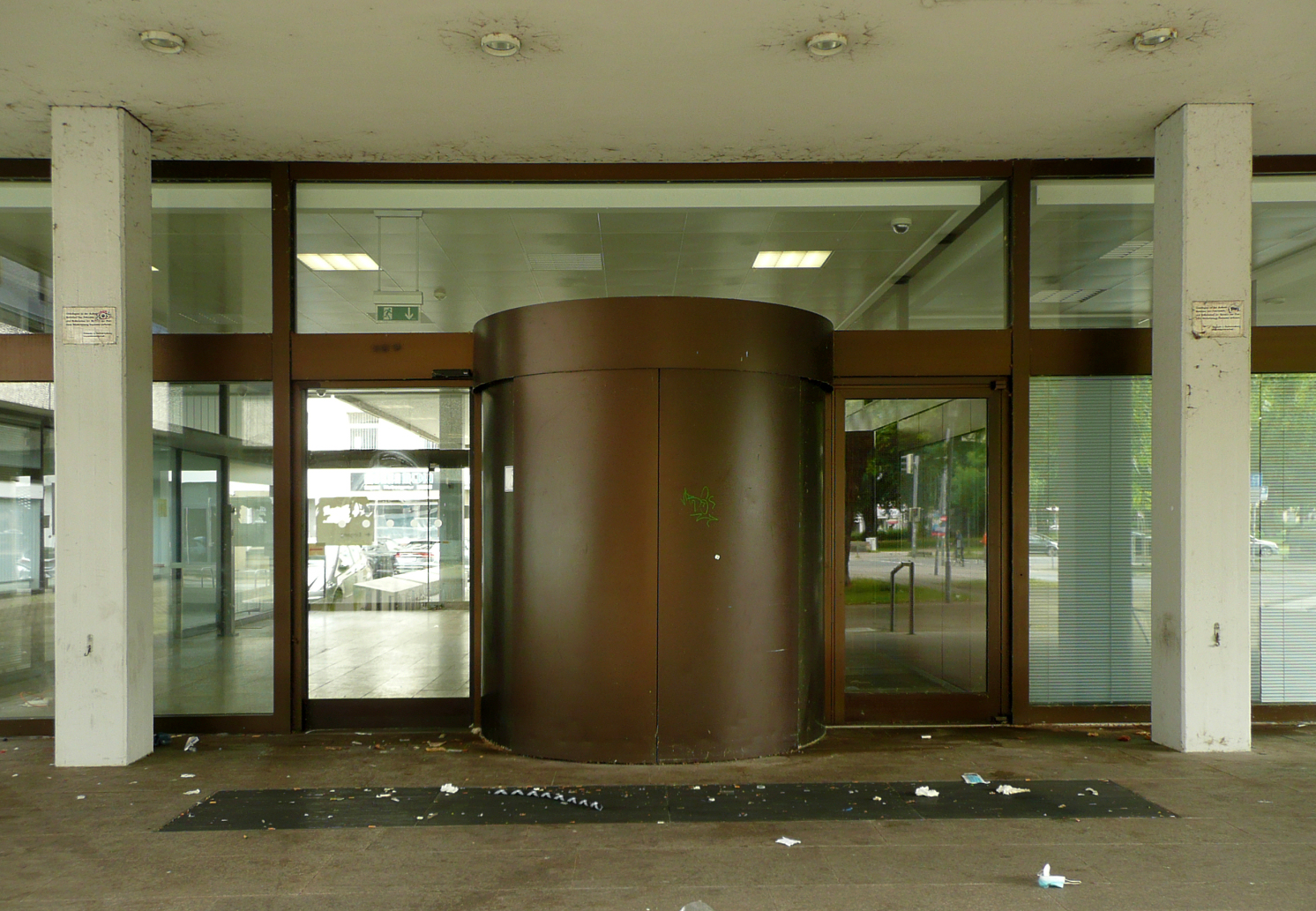
Drehtür des Kundeneingangs
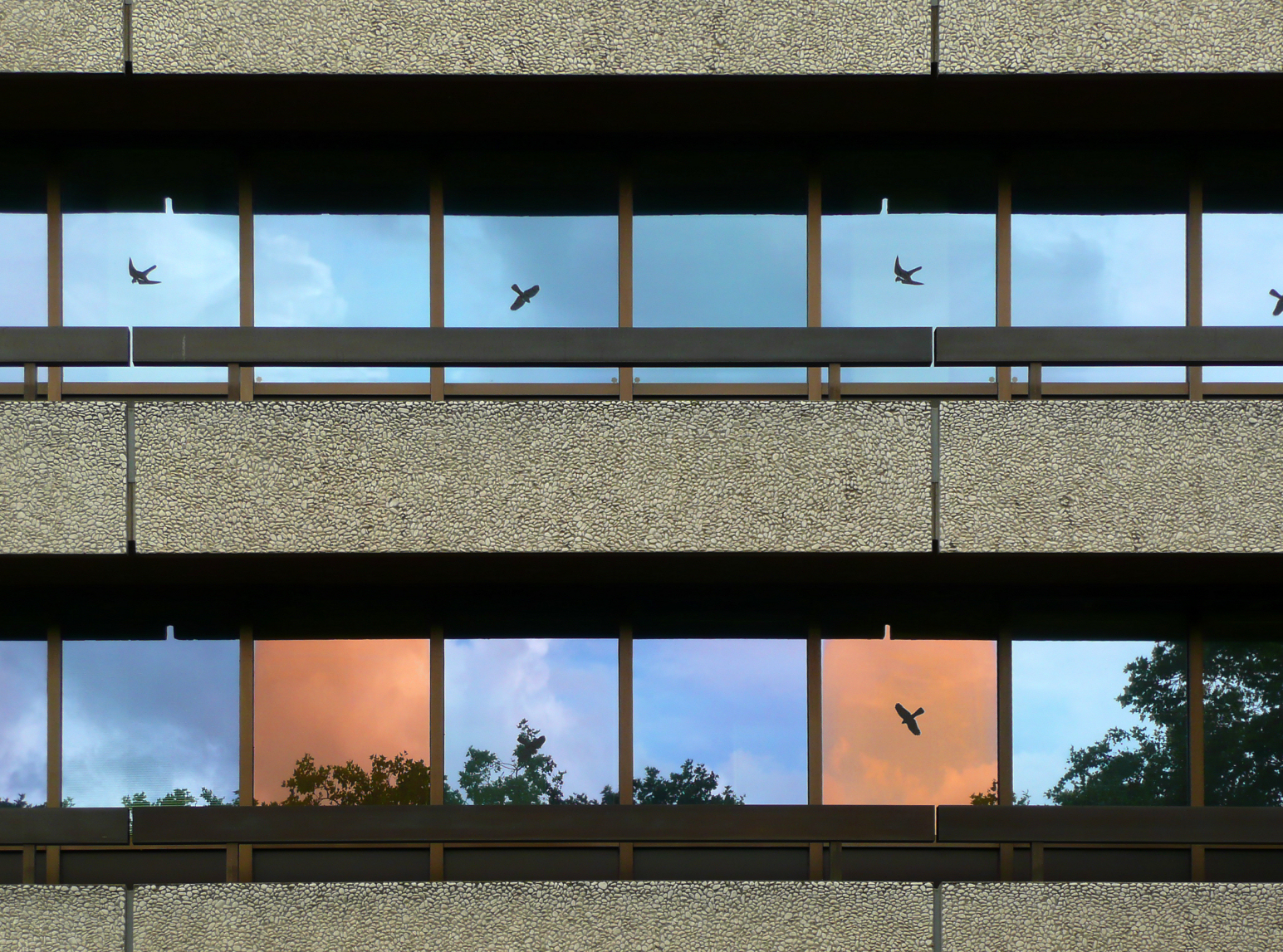
Fensterflächen und Balkone
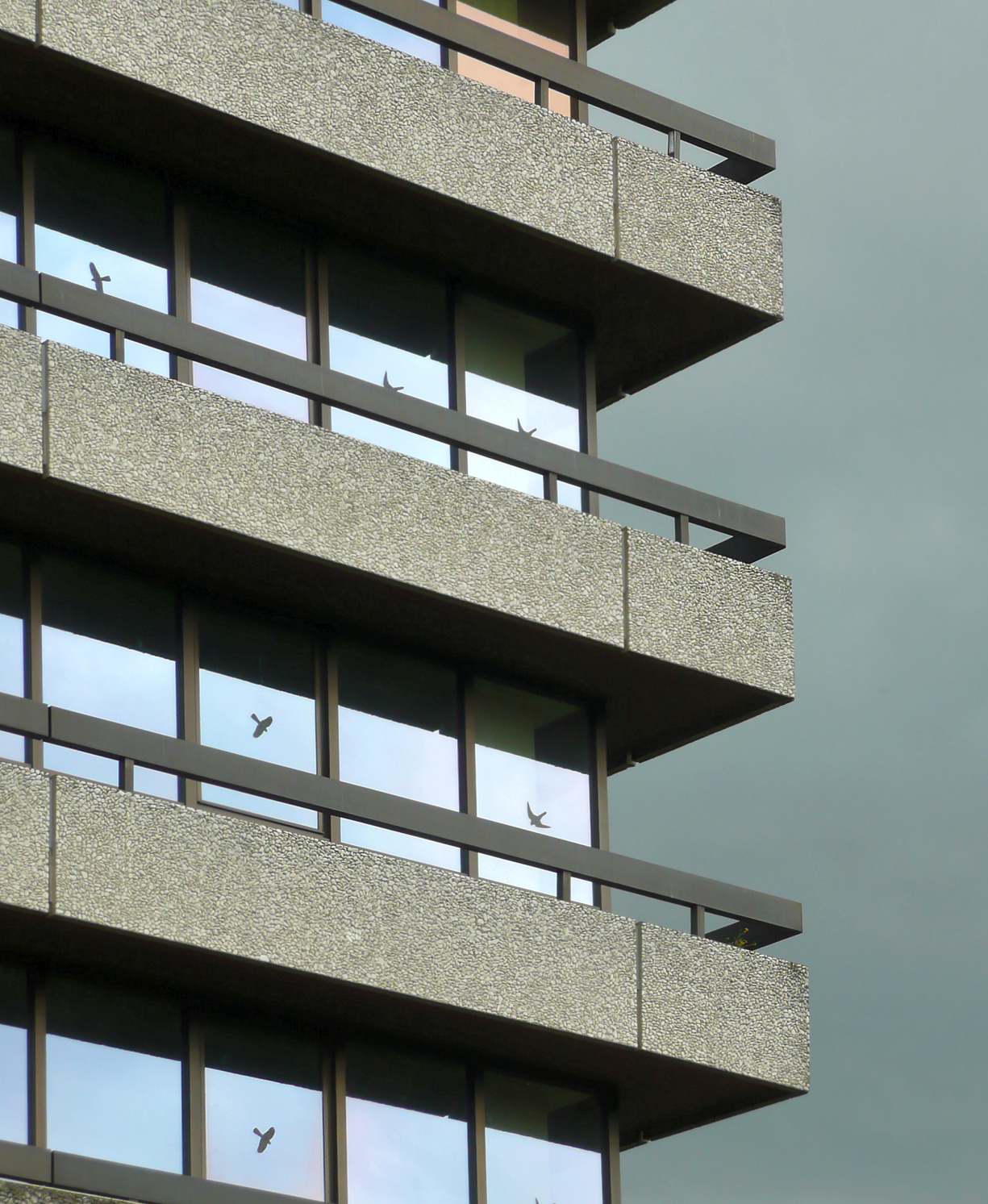
Umlaufende Balkone
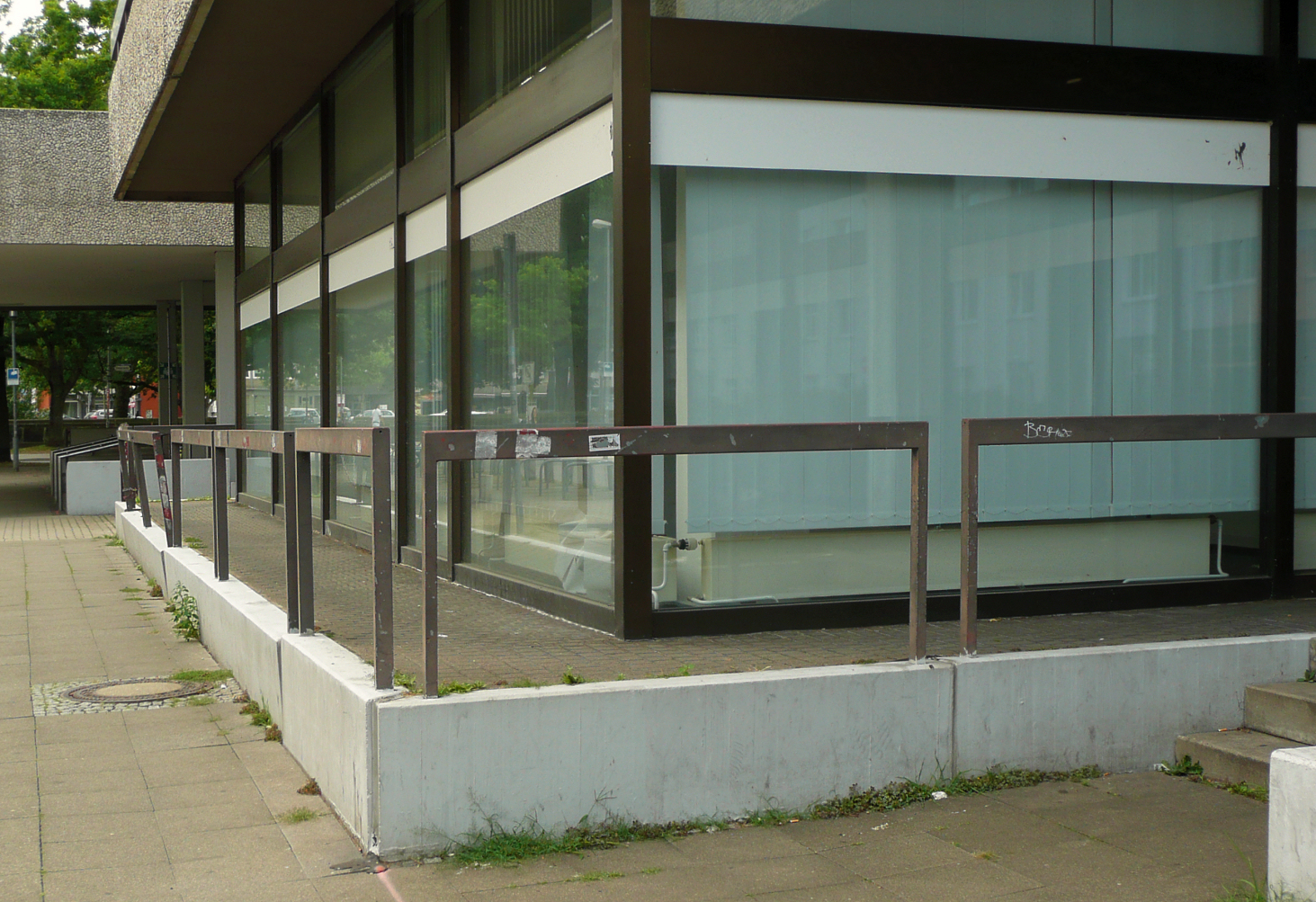
Gliederung im Erdgeschoss analog zu den umlaufenden Balkonen der Obergeschosse
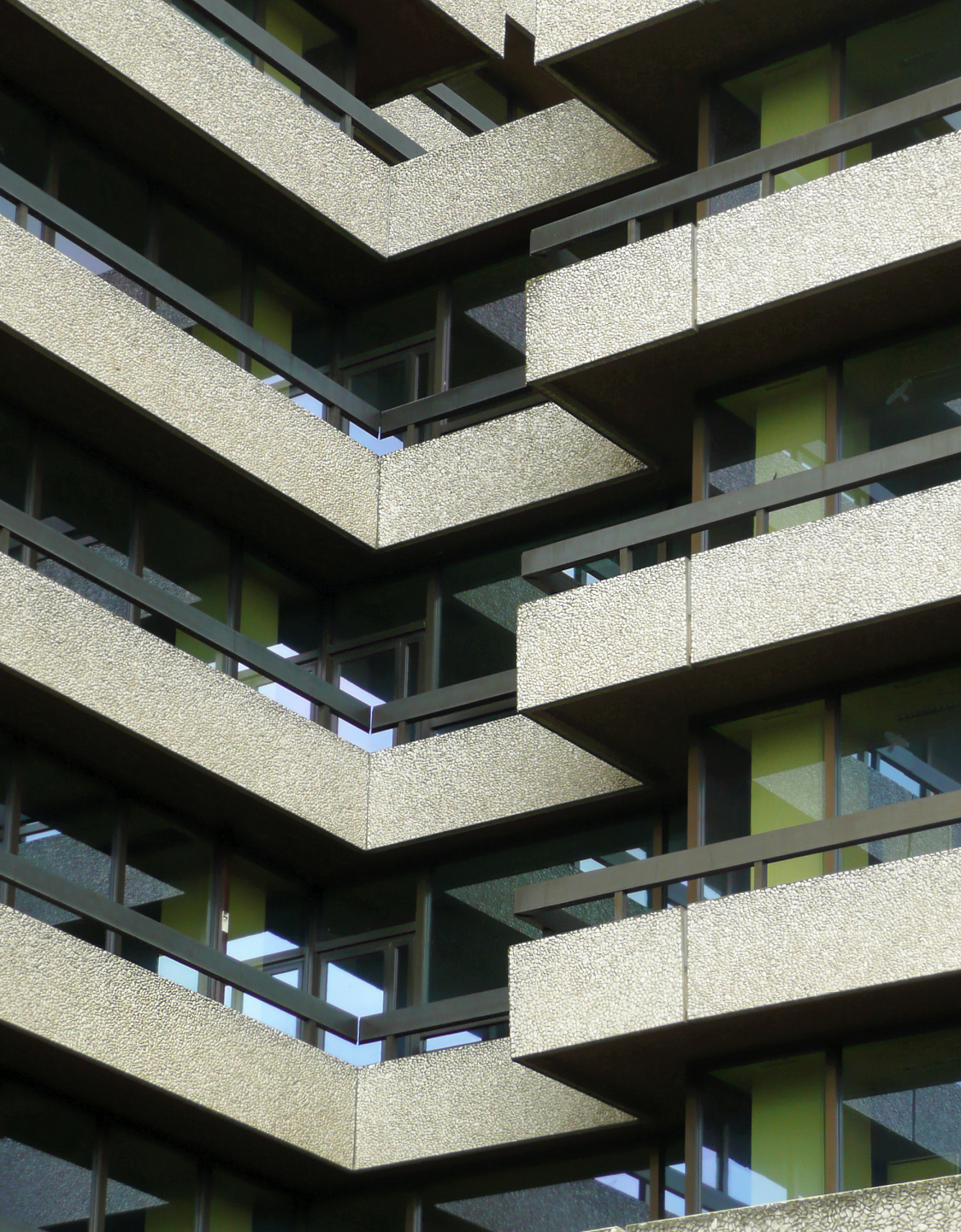
Verschachtelte Balkone